# Hyperparachma
Hyperparachma é um gênero de mariposa pertencente à família Crambidae.